# Salluit
Salluit – wieś nordycka w Kanadzie, w prowincji Quebec, w regionie Nord-du-Québec. Mieszkańcy to głównie Inuici.
Liczba mieszkańców Salluit wynosi 1 241. Język francuski jest językiem ojczystym dla 4,8%, angielski dla 2% mieszkańców (2006).